# Титов Микола Порфирович
Мико́ла Порфи́рович Тито́в (15 травня 1929, Духанівка, Конотопський район, Сумська область — 29 січня 1967) — український поет і прозаїк родом з Сумщини; почав друкуватися у 1949.

## Біографія
Народився у селянській родині. 1949 року переїхав до Горлівки, навчався там у школі фабрично-заводського навчання. Далі закінчив Рубіжанський   індустріальний   технікум. Паралельно працював електрослюсарем на шахті «Кочегарка».
У 1949 році опублікував перші вірші у газеті «Кочегарка». З 1950 року працював журналістом.
Член Спілки письменників СРСР з 1963 року.
Помер 1967 року після важкої хвороби.

## Творчість
Збірка поезій «У нас попереду життя» (1957), «У краю донецькім» (1961), оповідання і вірші «Медоцвіт» (1968), книга гумористичних оповідань «Вівсяна дієта» (1964).

## Пам'ять
Горлівське літературне об'єднання «Забій» щорічно в травні згадує всіх місцевих померлих літераторів, зокрема й Миколу Титова.